# Liste des chefs d'État soudanais
Cet article dresse la liste des chefs d'État de la république du Soudan depuis son indépendance le 1er janvier 1956.

## Liste
| N°   | Nom | Nom | Élection            | Prise de fonction | Départ           | Parti              |
| ---- | --- | --- | ------------------- | ----------------- | ---------------- | ------------------ |
| 1    | Conseil de souveraineté Abdel Fattah Muhammad al-Maghrabi Muhammad Ahmad Yasin Ahmad Muhammad Salih Muhammad Othman al-Dardiri Siricio Iro Wani | Conseil de souveraineté Abdel Fattah Muhammad al-Maghrabi Muhammad Ahmad Yasin Ahmad Muhammad Salih Muhammad Othman al-Dardiri Siricio Iro Wani | -                   | 1er janvier 1956  | 17 novembre 1958 | -                  |
| 2    | | Ibrahim Abboud | -                   | 17 novembre 1958  | 16 novembre 1964 | Militaire          |
| -    | | Al Khatim al Khalifa (intérim) | -                   | 16 novembre 1964  | 3 décembre 1964  | Oumma              |
| 3    | Conseil de souveraineté Abdel Halim Muhammad Tijani al-Mahi Mubarak Shaddad Ibrahim Yusuf Sulayman Luigi Adwok Bong Gicomeho | Conseil de souveraineté Abdel Halim Muhammad Tijani al-Mahi Mubarak Shaddad Ibrahim Yusuf Sulayman Luigi Adwok Bong Gicomeho | -                   | 3 décembre 1964   | 10 juin 1965     | -                  |
| 4    | Conseil de souveraineté Ismail al-Azhari Abdullah al-Fadil al-Mahdi Luigi Adwok Bong Gicomeho Abdel Halim Muhammad Khidr Hamad | Conseil de souveraineté Ismail al-Azhari Abdullah al-Fadil al-Mahdi Luigi Adwok Bong Gicomeho Abdel Halim Muhammad Khidr Hamad | -                   | 10 juin 1965      | 8 juillet 1965   | -                  |
| 5    | | Ismail al-Azhari Président du Conseil de souveraineté | -                   | 8 juillet 1965    | 25 mai 1969      | DUP                |
| 6    | | Gaafar Nimeiry | 1971 1977 1983      | 25 mai 1969       | 6 avril 1985     | Militaire puis SSU |
| 7    | | Abdel Rahman Swar al-Dahab Président du Conseil militaire de transition | -                   | 9 avril 1985      | 6 mai 1986       | Militaire          |
| 8    | | Ahmed al-Mirghani Président du Conseil de souveraineté | -                   | 6 mai 1986        | 30 juin 1989     | DUP                |
| 9    | | Omar el-Bechir | 1996 2000 2010 2015 | 30 juin 1989      | 11 avril 2019    | Militaire NCP      |
| 10   | | Ahmed Awad Ibn Auf Président du Conseil militaire de transition | Coup d'État         | 11 avril 2019     | 12 avril 2019    | Militaire NCP      |
| 11   | | Abdel Fattah al-Burhan Président du Conseil militaire de transition | -                   | 12 avril 2019     | 20 août 2019     | Militaire          |
| 12   | Conseil de souveraineté Présidence : Abdel Fattah Abdelrahmane al-Burhan Mohamed Hamdan Dogolo Yasser al-Atta Shams al-Din Khabbashi Salah Abdel Khaliq Aisha Musa el-Said Siddig Tawer Mohamed Elfaki Suleiman Hassan Sheikh Idris Mohammed Hassan al-Ta'ishi Raja Nicola | Conseil de souveraineté Présidence : Abdel Fattah Abdelrahmane al-Burhan Mohamed Hamdan Dogolo Yasser al-Atta Shams al-Din Khabbashi Salah Abdel Khaliq Aisha Musa el-Said Siddig Tawer Mohamed Elfaki Suleiman Hassan Sheikh Idris Mohammed Hassan al-Ta'ishi Raja Nicola | -                   | 21 août 2019      | 25 octobre 2021  | -                  |
| (11) | | Abdel Fattah al-Burhan Président du Conseil de souveraineté de transition | Coup d'État         | 11 novembre 2021  | en cours         | Militaire          |